# Henrik Larsson (athlétisme)
Pour les articles homonymes, voir Larsson et Henrik Larsson.
Henrik Larsson, né le 30 septembre 1999, est un athlète suédois spécialiste du sprint.

## Carrière
Après avoir établi un record national espoirs et juniors sur 100 m en 10 s 28 à Skara en 2018, Henrik Larsson bat ce record en demi-finale du 100 m, en 10 s 22, lors des Championnats du monde juniors 2018 à Tampere mais, en finale, il ne confirme pas ce temps qui lui aurait valu le podium, et court en 10 s 28.
Le 6 juin 2019, il porte son record personnel sur 100 m à 10 s 20 à Skara.
Aux championnats d'Europe en salle d'Istanbul en mars 2023, il améliore le record de Suède du 60 m en 6 s 53 pour décrocher la médaille de bronze, derrière les Italiens Samuele Ceccarelli et Marcell Jacobs.
Aux Paavo Nurmi Games de Turku il réalise 10 s 17, ce qui bat le record national du 100 m, qui était la propriété de Peter Karlsson depuis 1996. Il abaisse ce record à 10 s 13 à l'occasion des championnats de Suède.
En 2024, Henrik Larsson abaisse son propre record de Suède du 100 m à Graz en 10 s 08.

## Palmarès
| Date | Compétition                       | Lieu      | Résultat | Épreuve | Temps   |
| ---- | --------------------------------- | --------- | -------- | ------- | ------- |
| 2019 | Championnats d'Europe espoirs     | Gävle     | 1er      | 100 m   | 10 s 23 |
| 2019 | Championnats d'Europe par équipes | Bydgoszcz | 9e       | 100 m   | 10 s 56 |
| 2023 | Championnats d'Europe en salle    | Istanbul  | 3e       | 60 m    | 6 s 53  |
| 2024 | Championnats du monde en salle    | Glasgow   | 5e       | 60 m    | 6 s 56  |
| 2024 | Championnats d'Europe             | Rome      | 4e       | 100 m   | 10 s 16 |
| 2025 | Championnats d'Europe en salle    | Apeldoorn | 2e       | 60 m    | 6 s 52  |

## Records
| Épreuve           | Performance  | Lieu       | Date        |
| ----------------- | ------------ | ---------- | ----------- |
| 100 mètres        | 10 s 08 (NR) | Graz       | 12 mai 2024 |
| 200 mètres        | 20 s 44      | Copenhague | 28 mai 2023 |
| 60 mètres (salle) | 6 s 53 (NR)  | Istanbul   | 4 mars 2023 |